# Campimoptilum pareensis
Campimoptilum pareensis is een vlinder uit de familie nachtpauwogen (Saturniidae). De wetenschappelijke naam van deze soort is voor het eerst geldig gepubliceerd in 2008 door Darge.
De soort komt voor in tropisch Afrika.